# Lepki osat
Lepki osat (znanstveno ime Cirsium erisithales) je trajnica iz družine nebinovk.

## Opis
Lepki osat zraste od 50 do 150 cm v višino in ima značilno pernato deljene liste ter kimaste rumene cvetne koške. Najbolje uspeva ob poteh, na gozdnih travnikih, posekah in meliščih.